# Philippe Faure (acteur, 1961)
 (avril 2023).
Si vous disposez d'ouvrages ou d'articles de référence ou si vous connaissez des sites web de qualité traitant du thème abordé ici, merci de compléter l'article en donnant les références utiles à sa vérifiabilité et en les liant à la section « Notes et références ».
Pour les articles homonymes, voir Philippe Faure et Faure.
Philippe Faure est un acteur, metteur en scène et enseignant français, né le 23 avril 1961 à Brive-la-Gaillarde.
Il est également Chevalier des Arts et des Lettres.

## Biographie
De 1977 à 1981, Philippe Faure se forme au Théâtre Amateur. Puis, de 1981 à 1984, il poursuit ses études au Conservatoire National Supérieur d'Art Dramatique. Il a été l'élève de Pierre Vial, Jacques Lassalle et Claude Régy. Il joue alors dans de nombreuses pièces et fait aussi ses débuts d'acteurs dans des films comme Liberty belle de Pascal Kané, Blanche et Marie de Jacques Renard, Poussière d'ange d'Édouard Niermans ou Champ d'honneur de Jean-Pierre Denis.
En parallèle de sa carrière, soit en 1993, à Poitiers il crée AJT (Action jeune théâtre) Formation en collaboration avec J-P. Berthomier, il met plusieurs pièces en scène avec des élèves et des professionnels tels que L'Eveil du Printemps de Wedekind, Amphitryon de Molière, Peer Gynt d'Ibsen, Sallinger de Koltès et Atteintes à sa viede Crimp. Plus tard et à la demande de Stuart Seide (alors Directeur du Centre Dramatique Poitou-Charentes), il forme pendant cinq ans les classes A3 au lycée du Bois d'Amour à Poitiers et participe au jury des Baccalauréats. Il anime ensuite de nombreux stages dans la région en direction des amateurs et des professionnels.
En 1996, il crée avec J-P. Berthomier, le théâtre des Agités et met les pièces suivantes en scène Nuit Pâle au Palais de Catherine Anne, Laurel et Hardy vont au Paradis de Paul Auster ou encore Léonce et Léna de Buchner.
En 2000, à la demande de la ville de Poitiers où il enseigne jusqu'en 2012, il crée avec J-P. Berthomier le département Théâtre au Conservatoire National de Région.
En 2008, il dirige un stage au Conservatoire National Supérieur d'Art Dramatique de Paris avec les élèves de deuxième année, Le Tartuffe de Molière.
De 2000 à 2006, il a été membre du Comité de Lecture du Théâtre du Nord (Yannick Mancel).
En janvier 2005, il est fait Chevalier dans l'ordre des Arts et des Lettres.
De mi 2005 à 2014, il tient le rôle récurrent du médecin légiste dans la série française Engrenages et peu de temps après incarne des rôles dans les téléfilms Au nom des fils et La Loi, le combat d'une femme pour toutes les femmes.
Côté doublage, il est choisi pour interpréter la voix de Jarvis (doublé par Paul Bettany en VO) dans l'univers cinématographique Marvel.

## Théâtre
- 1982 : Le Père - Strindberg - O. Krejca- Théâtre national de Chaillot[1]
- 1982 : Carine - Crommelinck - I. Janier - Théâtre Sorano de Vincennes
- 1983 : Les Estivants - Gorki - J. Lassalle- Comédie Française
- 1983 : Dommage qu'elle soit une p... - Ford- G. Gleizes- Cité Universitaire
- 1984 : Comme il vous plaira - Shakespeare- P. Debauche- Théâtre national de Chaillot- Tournée
- 1985 : Les Soldats - Lenz- C. Regy- Théâtre de la Bastille
- 1985 : Fin d’été à Baccarat - Minyana- C. Wittig- Théâtre de l'Athénée- Louis Jouvet (Création)
- 1986 : Le Parc - Strauss - C. Regy- Théâtre national de Chaillot (Création)
- 1986 : Cymbeline de Shakespeare - Robin- G. Rouviére- Théâtre Gérard Philipe (Création)
- 1987 : Les Rescapés - Dagerman- V. Widock- Théâtre Gérard Philipe
- 1988 : Les Amis font le philosophe - Lenz- B. Sobel- CDN de Gennevilliers - Festival d'Avignon
- 1988 : La Forêt- Ostrovsky- B. Sobel- CDN de Gennevilliers
- 1989 : Les Parisiens - Rambert - P. Rambert- Festival d'Avignon -Tournée (Création)
- 1989 : Le Livre des questions - Edmond Jabes - Pierre-Antoine Villemaine et Gisèle Renard - Théâtre du Rond-Point (Création)
- 1990 : La Bonne âme de setchouan - Brecht - B. Sobel- CDN de Gennevilliers
- 1990 : Tartuffe de Molière - B. Sobel- CDN de Gennevilliers
- 1990 : Indices terrestres - Tsvetaeva- E. Didry - Théâtre de l'Athénée - Louis Jouvet
- 1991 : Phèdre- Tsvetaeva - S. Loukachevsky - Théâtre de l'Athénée - Louis Jouvet
- 1991 : L’Ermite de la forêt - Lenz - E. Petitier - Festival d'Alès
- 1992 : Roberto Zucco - Koltès - B. Boëglin - TNP - Théâtre de la Ville - Tournée (Création)
- 1992 : Du Geste du Bois- Peyret - S. Loukachevsky - Théâtre de l'Athénée - Louis Jouvet (Création)
- 1993 : Master class - Pownall - M. Vuillermoz - Quartz de Brest - CDN d' Aubervilliers - Tournée (Création)
- 1993 : L'Argent - Valetti - G. Rouvière - Théâtre de Rungis- Tournée (Création)
- 1994 : Le Dictionnaire du Diable - Bierce - N.Lahlou- Maison de la Culture d'Amiens- Théâtre de la Bastille- Tournée (Création)
- 1995 : Cœur ardent - Ostrovsky - B. Sobel- CDN de Gennevilliers
- 1995 : Pearls for Pigs - Foreman - B. Sobel- CDN de Gennevilliers (Création)
- 1995 : Éros et Priape - Gadda- J. Lacornerie- Cité Universitaire (Création)
- 1996 : Nuit pâle au palais - Anne - Ph. Faure, H. Texier, D. Znyk - Maison de la Culture d'Amiens- Théâtre de la Bastille- Tournée (Création)
- 1997 : Nathan le Sage - Lessing - D. Marleau - Festival d'Avignon- Tournée
- 2000 : Laurel et Hardy vont au Paradis d'Auster, mise en scène par lui-même, D. Znyk- Théâtre de la Bastille- Tournée (Création)
- 2000 : Yacobi et Leidenthal - Levin - M. Didym - Festival d'Avignon- Tournée
- 2001 : Le Malade Imaginaire - Molière - G. Bourdet - Théâtre de la Criée Marseille - TNP
- 2001 : Les Aventures de Sœur Solange de B. Boëglin - Théâtre des Célestins Lyon- Théâtre de la Ville- Tournée (Création)
- 2002 : En attendant Godot - Beckett- B. Sobel - CDN de Gennevilliers
- 2003 : Cairn - Cormann- C. Stavisky - Théâtre des Célestins Lyon (Création)
- 2003 : Paul Schippel ou le Prolétaire Bourgeois - Sternheim - J-L Benoît - Théâtre de la Criée Marseille- CDN d'Aubervilliers
- 2004 : La Ronde - Schnitzler - F. Belier-Garcia - Théâtre de la Criée Marseille
- 2005 : Retour de guerre - Ruzante - J-L. Benoît - Théâtre de la Criée Marseille - Tournée
- 2006 : Le Libera de Pinget - J. Jouanneau - Théâtre de la Bastille, Vidy-Lausanne - Tournée (Création)
- 2007 : Dernier Caprice de et mise en scène par J. Jouanneau - Théâtre du Jeu de Paume - Aix-en-Provence - Théâtre Ouvert- Vidy-Lausanne (Création)
- 2008 : Le Canard Sauvage - Strindberg- Y. Beaunesne - La Coursive- La Rochelle- Les Gémeaux- Sceaux- Tournée
- 2009 : Lorenzaccio d'Alfred Musset, mise en scène par Y. Beaunesne - Opéra de Dijon- Tournée
- 2010 : Personal Jesus - Viel - M. Paquien - Grand A Nantes
- 2010 : Lulu - Wedekind - S. Braunschweig - Théâtre national de la Colline
- 2011 : L'Intervention - Hugo - Y. Beaunesne - CDN Poitiers- Tournée
- 2012 : Carmen - Bizet- Y. Beaunesne - Bastille Opéra national

## Filmographie

### Cinéma
- 1983 : Liberty belle de Pascal Kané
- 1985 : Blanche et Marie de Jacques Renard
- 1986 : Poussière d'ange d'Édouard Niermans
- 1986 : Champ d'honneur de Jean-Pierre Denis
- 1987 : L'Enfance de l'art de Francis Girod
- 1987 : Le Beauf de Yves Amoureux|
- 1987 : Maladie d'amour de Jacques Deray
- 1988 : Drôle d'endroit pour une rencontre de François Dupeyron
- 1989 : Trop belle pour toi de Bertrand Blier
- 1989 : J'aurais jamais dû croiser son regard de Jean-Marc Longval
- 2009 : Le Missionnaire de Roger Delattre

### Télévision

#### Téléfilms
- 1985 : Music Hall de M. Bluwal
- 1989 : Liberté, libertés de J-D. de la Rochefoucaud
- 1989 : Condorcet de M. Soutter
- 1990 : La Bonne Âme du Se-Tchouan de B. Sobel
- 1998 : De gré ou de force de F. Cazeneuve
- 1999 : La Secrétaire du Père Noël de D. Dagmek
- 1999 : La Façon de le dire de S. Grall
- 1999 : Les Mômes de P. Volson
- 2000 : La Dette de F. Cazeneuve
- 2000 : L'Algérie des Chimères de F. Luciani
- 2005 : Un amour à taire de C. Faure
- 2006 : Marie Besnard, l'empoisonneuse de C. Faure
- 2006 : État de grâce de P. Chaumeil
- 2006 : La Dame d'Izieu d'A. Wermus
- 2006 : Reporter de S. Fenn et I. Strasburg
- 2007 : Les Prédateurs L. Belvaux
- 2008 : Un long chemin de J-D. Verraeghe
- 2009 : V comme Vian de Philippe Leguay
- 2009 : Le vernis craque de D. Jeanneau
- 2010 : Les Frileux de J. Fansten
- 2013 : Deux flics sur les docks de E. Bailly
- 2014 : Au nom des fils de C. Faure
- 2014 : La Loi, le combat d'une femme pour toutes les femmes de C. Faure

#### Séries télévisées
- 1996 et 1999 : Cordier, juge et flic (épisode : L'Adieu au drapeau de B. Herbulot et Le Diable au cœur d'A. Wermus)
- 1998 : Julie Lescaut (épisode : Arrêt de travail de P. Dallet)
- 1998 : Cellule de crise (épisode : Les Abeilles tueuses d'E. Woreth)
- 1999 : Avocats et Associés de D. Amar
- 2005-2014 : Engrenages : le médecin légiste[2] (saisons 1 à 5)
- 2007 : Paris enquêtes criminelles de G. Marx : Francis Gérardin

## Doublage

### Cinéma

#### Films
- Alfred Molina dans :
  - Le Chocolat (2000) : comte de Reynaud
  - Frida (2002) : Diego Rivera
  - Identity (2003) : Dr Malick
  - Da Vinci Code (2006) : Mgr Aringarosa

- Paul Bettany dans :
  - Iron Man (2008) : Jarvis
  - Iron Man 2 (2010) : Jarvis
  - The Avengers (2011) : Jarvis
  - Iron Man 3  (2012) : Jarvis

- 2006 : Les Fous du roi : le sénateur (Jay Patterson)
- 2013 : Burn After Reading : le supérieur de Palmer Smith à la CIA (J. K. Simmons)
- 2014 : Grace de Monaco : Alfred Hitchcock (Roger Ashton-Griffiths)

## Voix off

### Documentaires
Il travaille régulièrement pour ARTE, France 2, France 3, France 5 en effectuant la voix off de documentaires historiques, politiques, ou d'actualités. Il collabore en particulier avec J-F. Deniau, A. De Sedouy.[Lesquels ?]
Avec Philippe Kohly :
- Les Servan-Schreiber
- Matisse-Picasso
- Maria Callas

Avec William Karel :
- Opération Lune

Avec J-M. Meurice depuis 1989 (entre autres) :[Lesquels ?]
- Yougoslavie : genèse d'une guerre (1991)
- Palestine, histoire d'une terre (avec Simone Bitton) (1993)
- Familles macabres (1995)
- Europe, notre histoire (1996)
- L'orchestre noir (1997)
- Elf, les chasses au trésor (2000)
- Euro : quand les marchés attaquent (avec Jean Quatremer) (2010)
- Tout sur mon père Max Linder (2013)
- Caravage dans la splendeur des ombres (2015)
- Blaise Cendrars, comme un roman (2017)
- Miró dans la couleur de ses rêves (2018)

## Distinctions
- Chevalier de l'ordre des Arts et des Lettres